# Ted McGinley
Theodore « Ted » McGinley, né le 30 mai 1958 à Newport Beach, en Californie, est un acteur américain.

## Biographie
Son rôle le plus célèbre est celui de Jefferson D'Arcy dans la série TV Mariés, deux enfants, de 1989 à 1997 (de la saison 5 à 11).
Auparavant, il a joué dans La croisière s'amuse et dans les dernières saisons d'Happy Days.
Puis, en 1986, il intègre le célèbre soap-opéra Dynastie  pour jouer le rôle de Clay Fallmont,  auprès notamment d'Heather Locklear, où leurs personnages forment un couple.
En 2008, Ted McGinley participe à l'émission américaine Dancing with the Stars. Il est éliminé en second.
Il est doublé en français par le comédien Edgar Givry la plupart du temps, depuis La Croisière s'amuse. Il fut également doublé par Vincent Violette dans Happy Days.

## Vie privée
Ted McGinley est marié à l'actrice Gigi Rice depuis 1991. Ils ont 2 garçons, Quinn né en 1991 et Beau Martin né le 25 mai 1994.

## Filmographie

### Acteur

#### Cinéma
- 1982 : Docteurs in love (Young Doctors in Love) de Garry Marshall : Dr Bucky DeVol
- 1984 : Les Tronches (Revenge of the Nerds) de Jeff Kanew : Stan Gable
- 1989 : Preuve à l'appui (en) (Physical Evidence) de Michael Crichton : Kyle
- 1991 : Blue Tornado (en) d'Antonio Bido : Philip
- 1992 : Space Case de Howard R. Cohen : Biff
- 1993 : Wayne's World 2 de Stephen Surjik : Modèle:Mr. Scream
- 1998 : Les Indians 3 (Major League: Back to the Minors) de John Warren : Leonard Huff
- 1999 : Dick, les coulisses de la présidence (Dick) de Andrew Fleming : Roderick
- 1998 : La Jeune fille et le milliardaire (Follow Your Heart) de Lorenzo Doumani : James Allen Bailey
- 1999 : The Big Tease (en) de Kevin Allen : Johnny Darjerling
- 2000 : Daybreak, le métro de la mort (Daybreak) de Jean Pellerin : Dillon Johansen
- 2000 : Face the Music de Jeff Howard : Marcus
- 2001 : Cahoots de Dirk Benedict : Brad
- 2001 : Pearl Harbor de Michael Bay : Army Major
- 2007 : The Storm Awaits (court métrage) de Peter Castagnetti : Vale NewCastle
- 2008 : Eavesdrop de Matthew Miele : Grant
- 2010 : Privileged de Jonah Salander : Mr Webber
- 2011 : Christmas with a Capital C (en) de Helmut Schleppi : Dan Reed
- 2013 : La Maison du silence (Bad Behavior) de Nicholas Brandt et Lisa Hamil : Bruce
- 2014 : Redeemed de David A.R. White : Paul
- 2015 : Avez-vous la foi ? (Do You Believe?) de Jon Gunn : Matthew
- 2015 : Underdog Kids (en) de Phillip Rhee : Mr Hershfeld
- 2018 : A.X.L. d'Oliver Daly

#### Téléfilms
- 1983 : Herndon de Garry Marshall : Shack Shackleford
- 1983 : Un Mannequin sur Mesure (en) (Making of a Male Model) de Irving J. Moore : Gary Angelo
- 1992 : Les Tronches 3 (en) (Revenge of the Nerds III: The Next Generation) de Roland Mesa : Dean Stanley Gable
- 1993 : Linda (en) de Nathaniel Gutman : Brandon 'Jeff' Jeffries
- 1994 : Les Tronches 4 (en) (Revenge of the Nerds IV: Nerds in Love) de Steve Zacharias : Stan Gable
- 1994 : Justice impitoyable (en) de Tony Wharmby : Aubrey Billings
- 1995 : La Mort en jeu (Tails You Live, Heads You're Dead) Tim Matheson : Jeffrey Quint
- 1996 : Harcèlement sur le web (Deadly Web) de Jorge Montesi : Peter Lawrence
- 1998 : Piège sur Internet de Bill L. Norton : Scanman
- 1999 : Hard time - Menace explosive (Hard Time: Hostage Hotel) de Hal Needham : Agent du FBI Hopkins
- 2003 : Ciel de glace (Frozen Impact) de Neil Kinsella : Dan Blanchard
- 2003 : Family Curse :
- 2004 : Le crash du vol 323 (NTSB: The Crash of Flight 323) de Jeff Bleckner : Reese Faulkner
- 2007 : The Note (en) de Douglas Barr : Kingston Danville
- 2009 : Un bébé devant ma porte (Taking a Chance on Love) de Douglas Barr : Kingston Danville
- 2010 : Scooby-Doo et le Monstre du lac (Scooby-Doo! Curse of the Lake Monster) de Brian Levant : Oncle Thorny (voix)
- 2012 : Notes from the Heart Healer de Douglas Barr : Kingston Danville
- 2012 : L'Impensable Vérité (Imaginary Friend) de Richard Gabai : Officier Cameron
- 2012 : The 4 to 9ers de James Widdoes : Ray
- 2013 : Rendez-moi ma fille (A Mother's Rage) de Oren Kaplan : Stan
- 2014 : Rescuing Madison de Bradford May : Douglas
- 2015 : The Bridge de Mike Rohl : Charlie
- 2019 : Noël Actually (Christmas reservations) de Deanne Foley : Duffy Johnson

#### Séries télévisées
- 1980-1984 : Happy Days : Roger Phillips
- 1982 : L'Île fantastique (Fantasy Island) : Errol Brookfield III
- 1983-1987 : La croisière s'amuse (The Love Boat) : Ashley Covington Evans
- 1985-1987 : Hôtel (Hotel) : Kyle Stanton / Neil Benson / Wade Stafford
- 1986-1987 : Dynastie (Dynasty) : Clay Fallmont
- 1988 : Larry et Balki (Perfect Strangers) : Billy Appleton
- 1989 : Un privé nommé Stryker (B.L. Stryker) : Mitch Slade
- 1989-1997 : Mariés, deux enfants (Married with Children) : Jefferson D'Arcy
- 1990 : Evening Shade (en) : Kyle Hampton
- 1991 : Ici bébé (Baby Talk) : Craig Palmer
- 1995 : Dream On : Chad Spencer
- 1995-1996 : The John Larroquette Show : Tim / Karl Reese
- 1998-1999 : Sports Night : Gordon
- 1999 : Work with Me (en) : Murray Epstein
- 2000-2001 : À la Maison-Blanche (The West Wing) : Mark Gottfried
- 2001 : The Practice : Bobby Donnell et Associés : Michael Hale
- 2002 : Wednesday 9:30 (8:30 Central) (en) : Ted Wayne Giblen
- 2002-2003 : La Ligue des justiciers (Justice League) : Burns / Tom Turbine (voix)
- 2003 : Charlie Lawrence (en) : Graydon Cord
- 2003 : Cool Attitude : Lance McDougal (voix)
- 2004-2006 : La Star de la famille (Hope & Faith) : Charlie
- 2007 : Pour le meilleur et le pire (Til Death) : Webby
- 2007-2008 : Les Griffin (Family Guy) : Helicopter Rental Agent (voix)
- 2008 : Psych : Enquêteur malgré lui : Randy Labayda
- 2010 : Les Sorciers de Waverly Place (Wizards of Waverly Place) : Mr Clanton
- 2010 : Melissa and Joey : La maire Frank Hitchcock
- 2011 : Breaking In : Larry
- 2011 : Batman : L'Alliance des héros (Batman: The Brave and the Bold) : Aquaman 2
- 2012 : Sullivan and Son : Eugene Casternakie
- 2012 : Mentalist (The Mentalist) : Ed Hunt
- 2013 : Mad Men : Mel
- 2014 : Castle : Brock Harmon (saison 7 épisode 9)
- 2015 : Transformers Robots in Disguise : Mission secrète : Denny Clay / Ship Captain
- 2016 : No Tomorrow : Gary
- 2023 : Shrinking : Derek
- 2023 : Platonic : Johnny Rev (saison 1 épisode 8)
- 2024 : Les Baxters : John Baxter

### Producteur
- 2015 : Avez-vous la foi ? de Jon Gunn